# نیپتون (کالیفرنیا)
نیپتون (به انگلیسی: Nipton) یک منطقهٔ مسکونی در ایالات متحده آمریکا است که در شهرستان سن برناردینو، کالیفرنیا واقع شده‌است. نیپتون ۹۲۴ متر بالاتر از سطح دریا واقع شده‌است.